# Słowaccy posłowie do Parlamentu Europejskiego 2014–2019
Słowaccy posłowie VIII kadencji do Parlamentu Europejskiego zostali wybrani w wyborach przeprowadzonych 24 maja 2014.

## Lista posłów
Wybrani z listy Kierunek – Socjalna Demokracja
- Monika Flašíková-Beňová
- Vladimír Maňka
- Monika Smolková[1]
- Boris Zala

Wybrani z listy Ruchu Chrześcijańsko-Demokratycznego
- Miroslav Mikolášik
- Anna Záborská

Wybrani z listy SDKÚ – Partia Demokratyczna
- Eduard Kukan
- Ivan Štefanec

Wybrany z listy Zwyczajnych Ludzi
- Branislav Škripek

Wybrana z listy NOVA
- Jana Žitňanská

Wybrany z listy Wolności i Solidarności
- Richard Sulík

Wybrany z listy Partii Społeczności Węgierskiej
- Pál Csáky

Wybrany z listy Most-Híd
- József Nagy